# 话剧

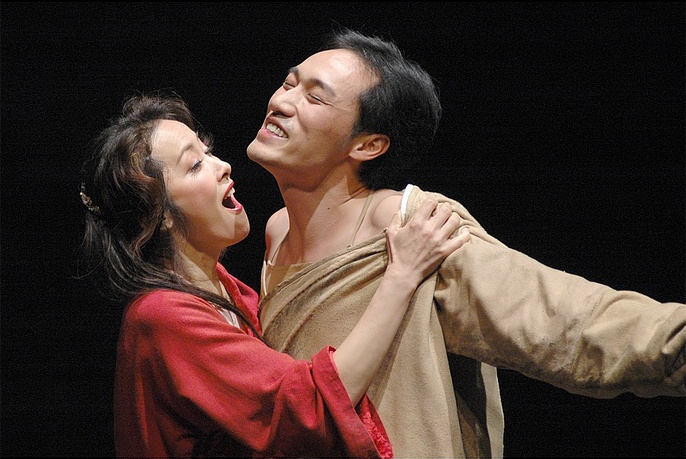
2007年曹禺的话剧《原野》

话剧是一种在汉语圈中广泛存在的口语话剧形式。话剧的特点包括自然主义的对话、真实的化妆、服装、布景和灯光，以及清晰的幕和场次划分。它起源于1920年代，通过将现实主义哲学应用于早期的文明戏剧而诞生。早期的倡导者，如欧阳予倩、洪深、田汉和曹禺，借鉴了亨利·易卜生、安东·契诃夫和马克西姆·高尔基的思想，创造了一种适合现代社会的戏剧风格。尽管有引入中国戏曲元素的尝试，话剧仍保持高度的形式化，直至1960年代文化大革命期间，话剧在中国被禁止，但自1970年代以来的改革为先锋派和混合形式的崛起提供了条件。话剧在台湾和香港也得到了传承，并自中国内战结束以来逐渐演变成独立的形式。
话剧的受欢迎程度随着时间的推移而有所起伏，早期的作品仅限于城市观众，而近年来，随着观众对西方文化的接触日益增多，话剧得到了更广泛的接受。话剧的主题多样，早期作品因其政治内容和对性别角色的强调而备受关注。话剧的翻译始于1930年代，并且自1980年代以来逐渐变得更加普及。

## 中国话剧
中国的话剧是向外国学来的。清末留日学生的业余戏剧（1907年春柳社）被认为是中国话剧最早的实践。因此2007年中国演艺界进行“中国话剧一百年”的纪念活动。也有一种说法是中国话剧的发端是上海的教会学校（上海圣约翰书院于1899年圣诞节的戏剧演出）。另外話劇刚传入中国時又叫文明戲。

## 中国话剧演员和导演
- 孟京辉
- 李叔同
- 陆镜若
- 欧阳予倩
- 汪优游
- 王钟声
- 任天知
- 江青
- 洪深
- 熊佛西
- 焦菊隐
- 林兆华
- 李六乙

## 中国话剧剧作家
- 廖一梅
- 胡适
- 田汉
- 夏衍
- 曹禺
- 郭沫若
- 吴祖光
- 老舍
- 王命夫
- 莫言